# إيغور تشيسلينكو
إيغور تشيسلينكو، من مواليد 4 يناير 1939، وتوفي في 22 سبتمبر 1994، لاعب كرة قدم سوفييتي سابق.
لعب مع منتخب الاتحاد السوفييتي لكرة القدم.

## وصلات خارجية
- إيغور تشيسلينكو على موقع الاتحاد الدولي (مؤرشف)  (الإنجليزية)
- إيغور تشيسلينكو على موقع الاتحاد الأوربي (الإنجليزية)
- إيغور تشيسلينكو على موقع قاعدة بيانات كرة القدم.إي يو (الإنجليزية)
- إيغور تشيسلينكو على موقع ناشيونال فوتبول تيمز (الإنجليزية)